# Davison's Classic 1980
Davison's Classic 1980 - жіночий тенісний турнір, що проходив на закритих кортах з килимовим покриттям Alexander Memorial Coliseum в Атланті (США). Належав до турнірів категорії AA в рамках Colgate Series 1980. Турнір відбувся вп'яте і тривав з 22 до 28 вересня 1980 року. Третя сіяна Гана Мандлікова здобула титул в одиночному розряді й отримала за це 20 тис. доларів США.

## Фінальна частина

### Одиночний розряд
Гана Мандлікова —  Венді Тернбулл 6–3, 7–5
- Для Мандлікової це був 2-й титул в одиночному розряді за рік і 9-й — за кар'єру.

### Парний розряд
Барбара Поттер /  Шерон Волш —  Кеті Джордан /  Енн Сміт 6–3, 6–1

## Розподіл призових грошей
| Дисципліна       | П       | F       | ПФ     | ЧФ     | 1/8    | 1/16 |
| Одиночний розряд | $20,000 | $10,000 | $4,800 | $2,100 | $1,100 | $550 |

## Нотатки
1. ↑  Турніри з призовими для жінок принаймні 100 тис. доларів.[1]